# Temple de Sangri
Le temple de Sangri est un temple grec archaïque tardif situé sur l'île cycladique de Naxos, dans la région de Gyroulas, à environ 1,5 km au sud de Sangri (de). Le temple a été construit vers 530 av. J.-C. et est l'un des premiers temples ioniques. Il est entièrement construit en marbre de Naxos.

## Histoire
Le temple est construit vers 530 av. J.-C. D'après les découvertes, le sanctuaire est probablement dédié à Déméter ou peut-être à Koré. Pour cette raison et en raison de sa forme inhabituelle, le temple est souvent appelé télestérion. On trouve également sur le site des traces d'un culte dédié à Apollon. S'il était encore utilisé au IVe siècle apr. J.-C., le temple aurait été fermé pendant la persécution des païens sous les empereurs chrétiens.
Au VIe siècle apr. J.-C., le temple est en grande partie démoli et une basilique chrétienne à trois nefs est construite à partir de la même pierre sur le même site.

## Structure
Le temple contient de nombreuses caractéristiques inhabituelles. Le plan au sol est presque carré (13,29 x 12,73 m), alors que les temples grecs, surtout à l'époque archaïque, sont généralement allongés. La façade se trouvait du côté sud au lieu de l'emplacement habituel du côté est ou (beaucoup plus rarement) ouest. Le temple est construit sans plate-forme de fondation (le Crepidoma), directement au-dessus de l'euthynteria, de même il n'y a pas de stylobate pour les colonnes.
La façade était formée de cinq colonnes en antis. Les colonnes sont de style samieux, mais non cannelées. De manière très inhabituelle, les colonnes présentent une légère contraction de largeur avec l'augmentation de la hauteur, alors que les colonnes grecques archaïques et classiques augmentent généralement en épaisseur vers le haut (entasis). Les chapiteaux feuillagés et couronnés n'étaient pas sculptés en ronde-bosse, mais peints sur le double échinus des chapiteaux, tandis que l'abaque était décoré d'une bande.
Sur l'architrave lisse, cachées derrière des plaques de la façade, se trouvaient les extrémités des poutres du toit qui soutenaient le plus ancien toit en marbre connu de l'architecture antique, qui couvrait le pronaos. Sept poutres de près de quatre mètres de long formaient les pannes de ce toit. Les poutres ont été courbées vers le haut de près de 2 cm, ce qui a affecté tous les éléments structurels du toit au-dessus d'elles, donnant au toit une légère courbure.
Deux portes, placées en ligne avec le deuxième et le cinquième intercolonnement, menaient de la zone d'entrée au naos. La porte était décorée de bandes bordées d'un grand motif de perles et de bobines. Au-dessus de la porte se trouvait une cimaise peinte, qui soutenait un linteau lisse et non décoré. Le naos était divisé en deux parties par une rangée de cinq colonnes qui s'alignaient sur les colonnes de la façade. Les colonnes au centre de la pièce s'élèvent à une hauteur de 5,4 à 6,46 mètres, mais malgré les différentes hauteurs, elles ont toutes le même diamètre au niveau du sol (50 cm) – en violation des normes des règles archaïques de proportion. Ils ne se rétrécissent pas vers le haut. Comme les colonnes de façade, elles reposent sur des bases samiennes lisses, mais celles-ci n'ont pas de tore. Ces colonnes soutenaient les montants en marbre d'un toit en bâtière, qui s'étendait de l'avant vers l'arrière sur environ 4 mètres dans chaque direction. La lumière diffuse aurait pénétré dans le naos par les interstices des tuiles du toit même lorsque les portes du naos étaient fermées.
Les murs du naos reposaient sur un toichobate d'environ 28 cm de haut et 70 cm de large et composé de deux couches. Alors que la couche extérieure était constituée de blocs carrés, la couche intérieure était constituée de pierres plus petites de forme irrégulière, lui donnant un aspect « rugueux » inhabituel. L'espace entre ces deux couches était rempli de gravats et d'éclats de marbre. Les blocs de la couche externe présentent une anathyrose sur les côtés courts, mais pas sur les côtés longs et lisses. Les blocs n'étaient reliés qu'occasionnellement par des chevilles en bois, principalement près de la corniche. La couche extérieure était inclinée vers l'extérieur à un angle d'environ 3 %, ce qui, comme la forme des colonnes de la façade, était à l'opposé de la norme archaïque, qui était habituellement destinée à assurer une inclinaison vers l'intérieur. L'extérieur tout entier a été plâtré et peint.

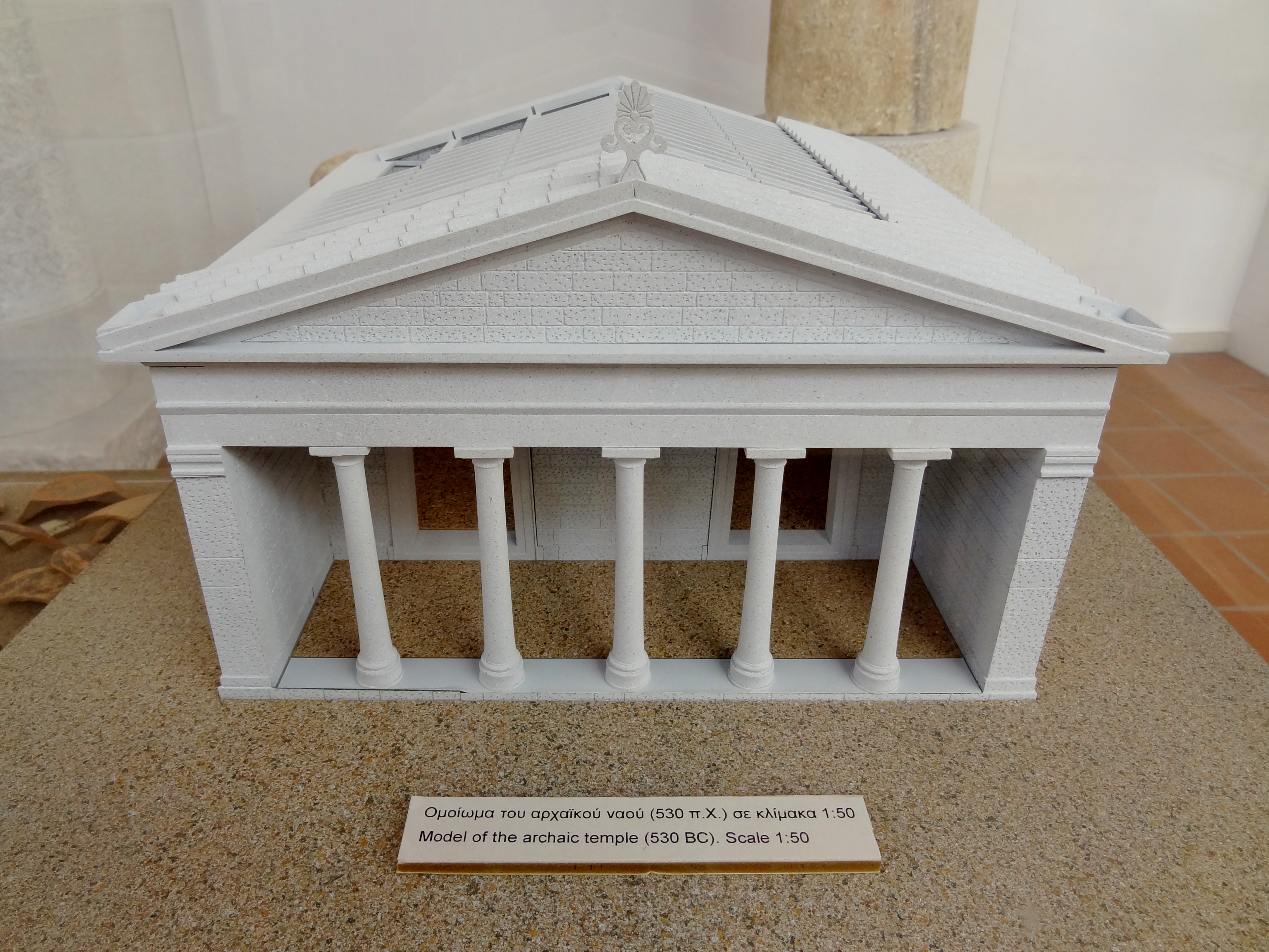
Maquette du temple

Il est impressionnant de constater que l'ensemble du bâtiment, entièrement construit en marbre, est entièrement imprégné d'une courbure commune, pour laquelle chaque partie individuelle du bâtiment a dû être spécialement formée. Cette mise en forme soignée des différentes parties a facilité la tâche de reconstruction, car les mesures exactes d'un grand nombre des quelque 1 600 parties survivantes du bâtiment indiquaient leur emplacement d'origine.

## Excavation
Nikolaos Kondoleon a enquêté sur le temple en 1949. Il est fouillé et étudié de 1976 à 1985 par Vassilis Lambrinoudakis et Gottfried Gruben dans le cadre d'un partenariat entre l'Université d'Athènes et l'Université technique de Munich. Cela a abouti en 1994 à une restauration partielle de la structure et à la construction d'un petit musée sur le site, qui est inauguré en août 2001. Une publication finale des fouilles est en cours.

## Galerie

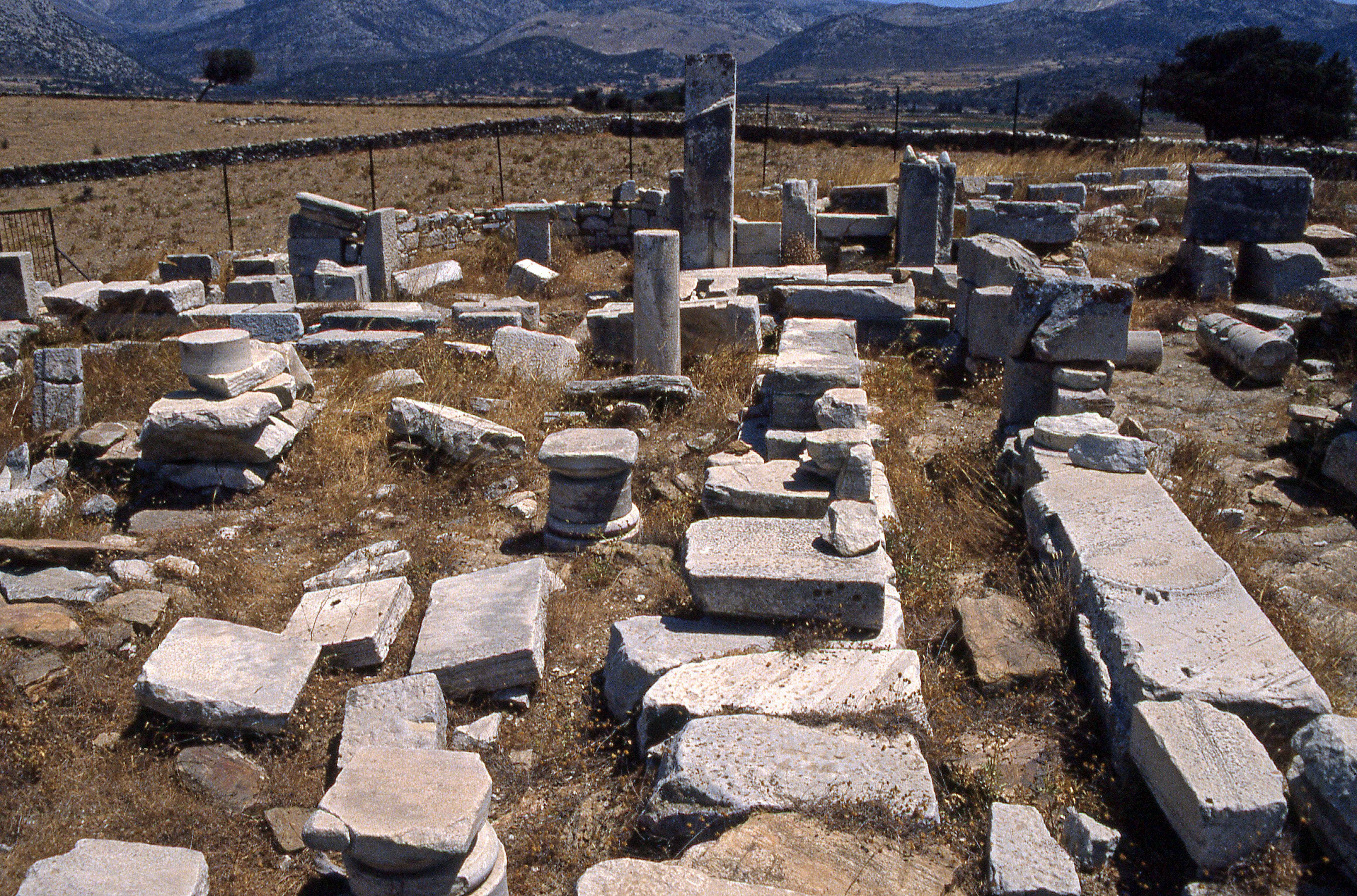
Vestiges du temple et de la basilique avant la reconstruction (1988)
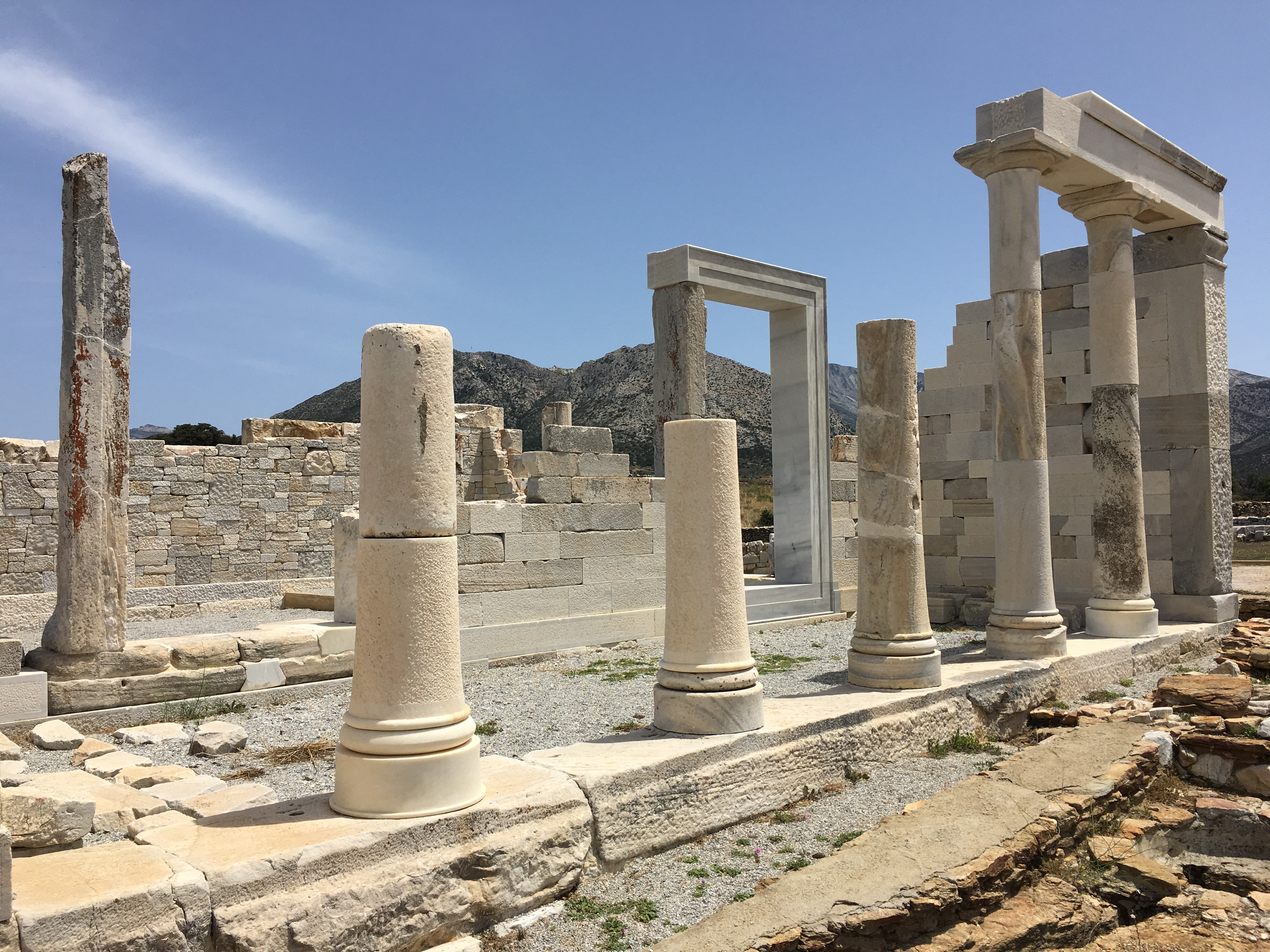
Le temple après reconstruction (2016)
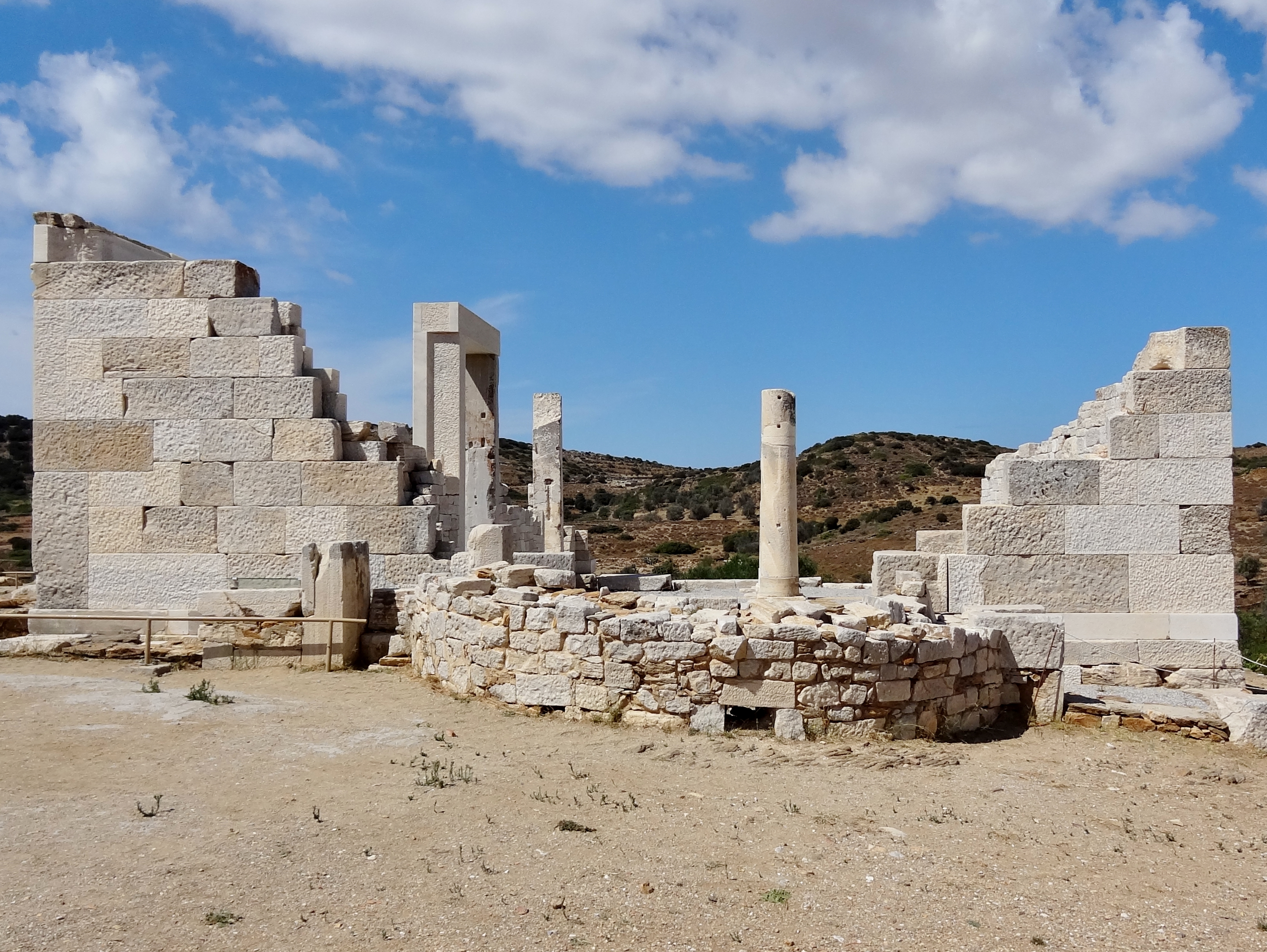
Le temple reconstruit et l'abside de la basilique (2013)
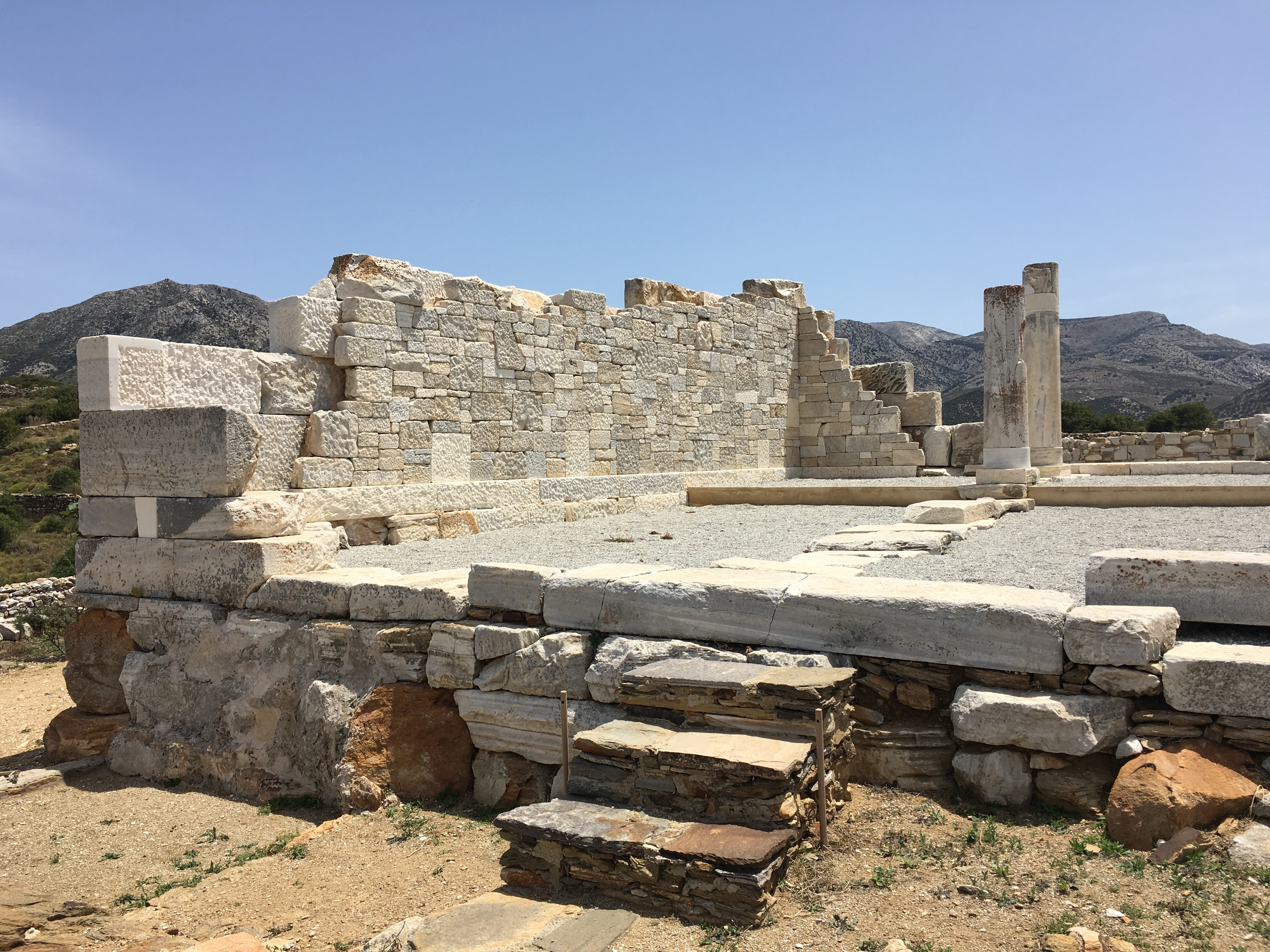
Le temple après reconstruction (2016)
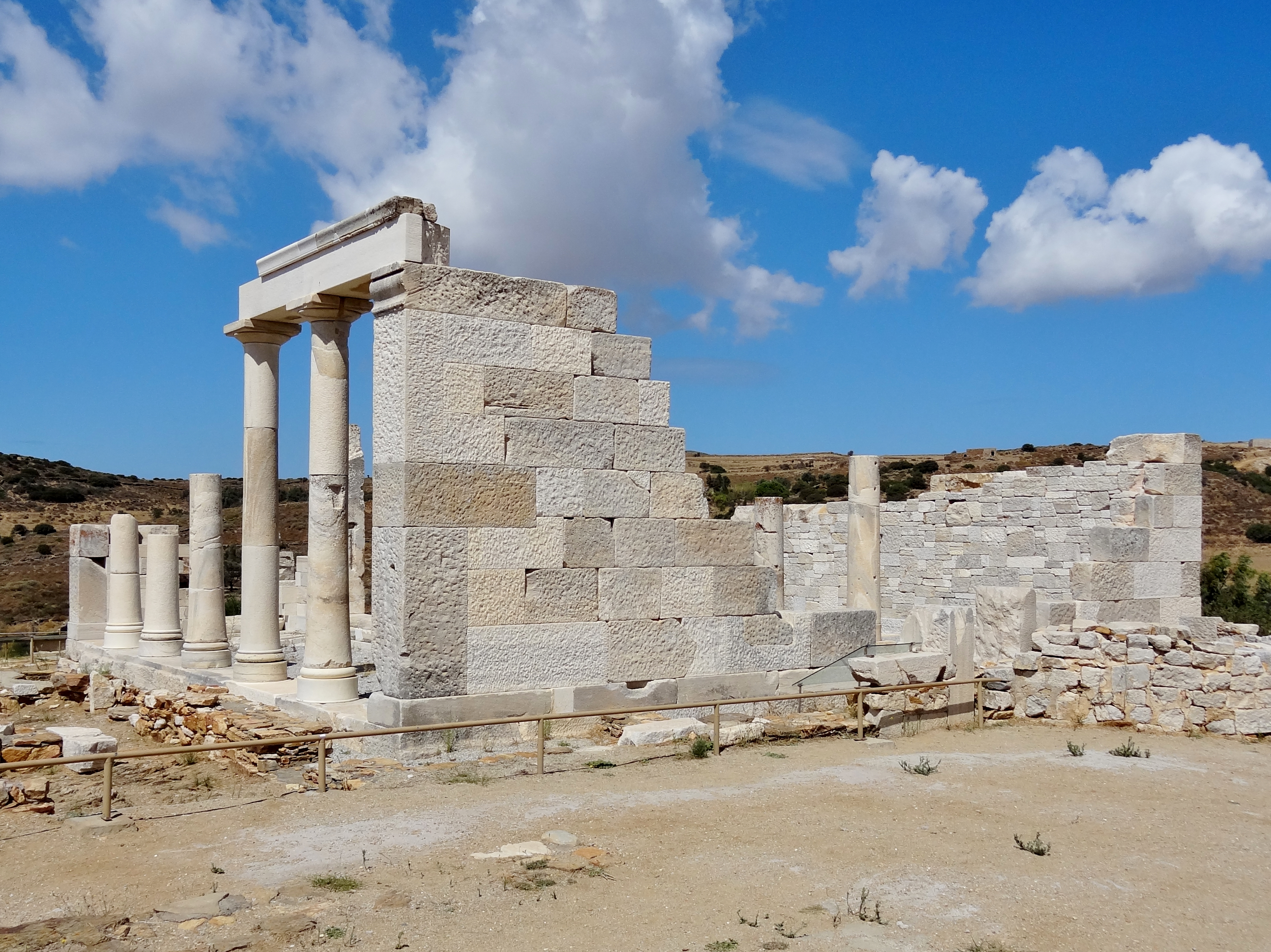
Le temple après reconstruction (2013)